# Sabato pomeriggio
Sabato pomeriggio è il sesto album di Claudio Baglioni, pubblicato nel 1975 dalla RCA Italiana.

## Descrizione
Filo conduttore del disco è il tema dell'attesa, sia essa di persone o di eventi che cambino la vita o la storia; in tal senso, Il titolo dell'album si ispira alla poesia Il sabato del villaggio di Giacomo Leopardi e l'intero disco, a parte la title track posta simbolicamente alla fine, si apre e si chiude rispettivamente con i brani: Aspettare... e ...Ed aspettare.
Dopo aver pubblicato un album all'anno per sei anni consecutivi, Baglioni dopo questo disco decide di prendersi una pausa, per poi ritornare nel 1977 con l’album Solo del quale curò interamente testi, musiche e produzione.
Nella copertina è raffigurato un disegno di un sole rosso in tramonto su una città, di Antonio Dojmi, da un'idea di Paola Massari.

## Tracce
Testi di Claudio Baglioni, musiche di Claudio Baglioni e Antonio Coggio tranne dove indicato.
Lato A
1. Aspettare... – 2:27
2. Carillon – 4:12
3. Alzati Giuseppe – 4:58
4. Poster – 5:32
5. Tutto qua! – 1:54
6. Doremifasol – 3:05 (musica: Baglioni)

Lato B
1. Lampada Osram – 4:30
2. 2 1 X – 2:57
3. Sisto V – 3:55
4. Il lago di Misurina – 3:28
5. ...Ed aspettare – 2:22
6. Sabato pomeriggio – 5:01

## Formazione
- Claudio Baglioni – voce, chitarra
- Luis Enriquez Bacalov – pianoforte, sintetizzatore, Fender Rhodes, organo Hammond, cembalo, percussioni, tastiera, celesta, spinetta, macchine per scrivere, telefono
- Massimo Buzzi – batteria, percussioni
- Enrico Ciacci – chitarra classica, folk e a 12 corde
- Luciano Ciccaglioni – chitarra elettrica, classica, folk e a dodici corde, mandola, mandolino
- Ciro Cicco – tumbe, bonghi, grancassa, tamburello
- Antonio Coggio – organo Hammond
- Franco Finetti – cuíca (traccia: B2), fonico
- Gianni Oddi – flauto (traccia: B2)
- Piero Ricci – basso elettrico
- Mario Scotti – basso (tracce: A4, B5)

- I Cantori Moderni di Alessandroni – cori
- Coro A.N.A. Roma diretto da Lamberto Pietropoli (traccia: B4)
- Schola Cantorum – voci soliste e cori (traccia: B5)

## Classifiche

### Classifiche settimanali
| Classifica (1975) | Posizione massima |
| ----------------- | ----------------- |
| Italia            | 1                 |

### Classifiche di fine anno
| Classifica (1975) | Posizione |
| ----------------- | --------- |
| Italia            | 7         |